# Canal du Décours
Der Canal du Décours ist ein Kanal in Frankreich, der im Département Nord in der Region Hauts-de-France verläuft. Er beginnt etwa an der Gemeindegrenze von Flines-lez-Raches und Marchiennes aus der Dotierung von anderen kleinen Fließgewässern, entwässert generell Richtung Ostnordost durch den Regionalen Naturpark Scarpe-Schelde, unterquert im Mündungsabschnitt die kanalisierte Scarpe und mündet nach insgesamt rund 16 Kilometern im Gemeindegebiet von Saint-Amand-les-Eaux als linker Nebenfluss in die Grande Traitoire. Auf seinem Weg quert der Canal du Décours auch die Autobahn A 23.
Das Gewässer wurde in weiten Abschnitten künstlich errichtet und kanalisiert, um das Sumpfgebiet im Tal der Scarpe zu entwässern und für die Landwirtschaft und Viehzucht urbar zu machen. Die Arbeiten wurden bereits im Mittelalter von den Mönchen der Abtei Saint-Amand begonnen.

## Orte am Kanal
(Reihenfolge in West-Ost-Richtung)
- Ferme de Quélesme, Gemeinde Marchiennes
- Marchiennes
- Elpret, Gemeinde Marchiennes
- La Pameroy, Gemeinde Warlaing
- Les Plaries, Gemeinde Tilloy-lez-Marchiennes
- Petite Cataine, Gemeinde Millonfosse
- L’Anguille, Gemeinde Hasnon